# 1993 FO7
1993 FO7 är en asteroid i huvudbältet som upptäcktes den 17 mars 1993 av UESAC vid La Silla-observatoriet.
Den tillhör asteroidgruppen Nysa.